# Gotisches Haus (Burgheßler)

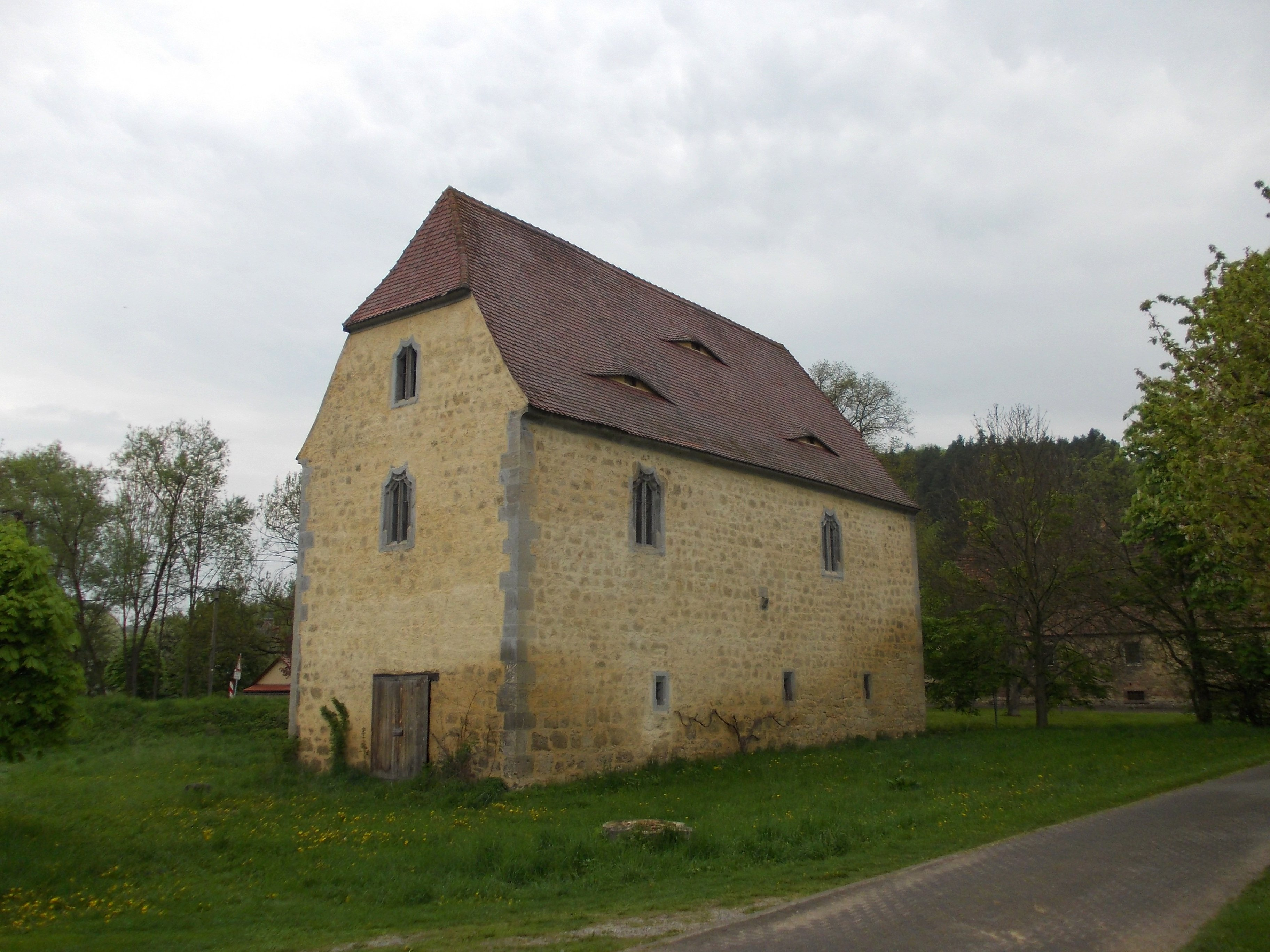
Gotisches Haus Burgheßler

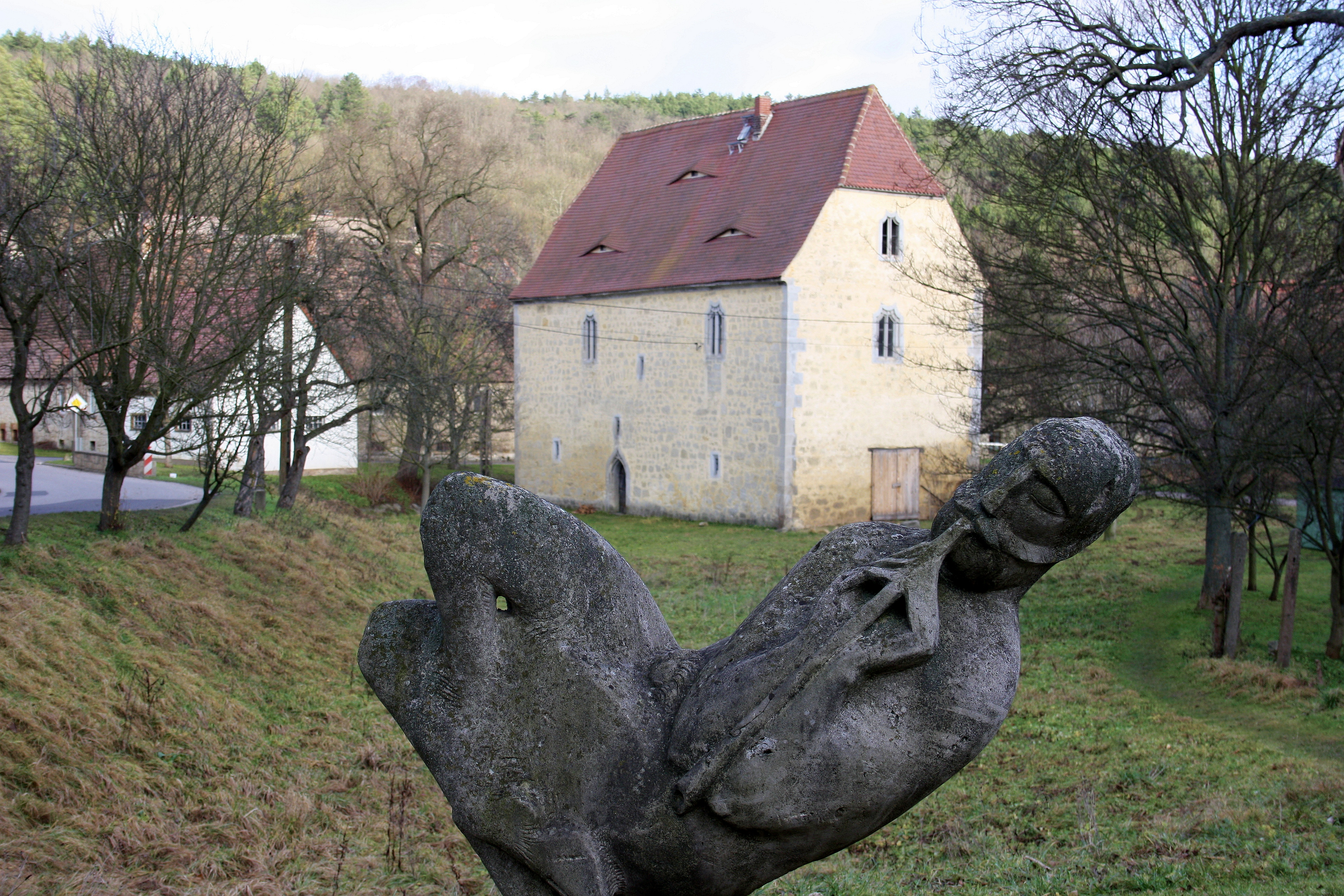
Skulptur vor dem Gotischen Haus

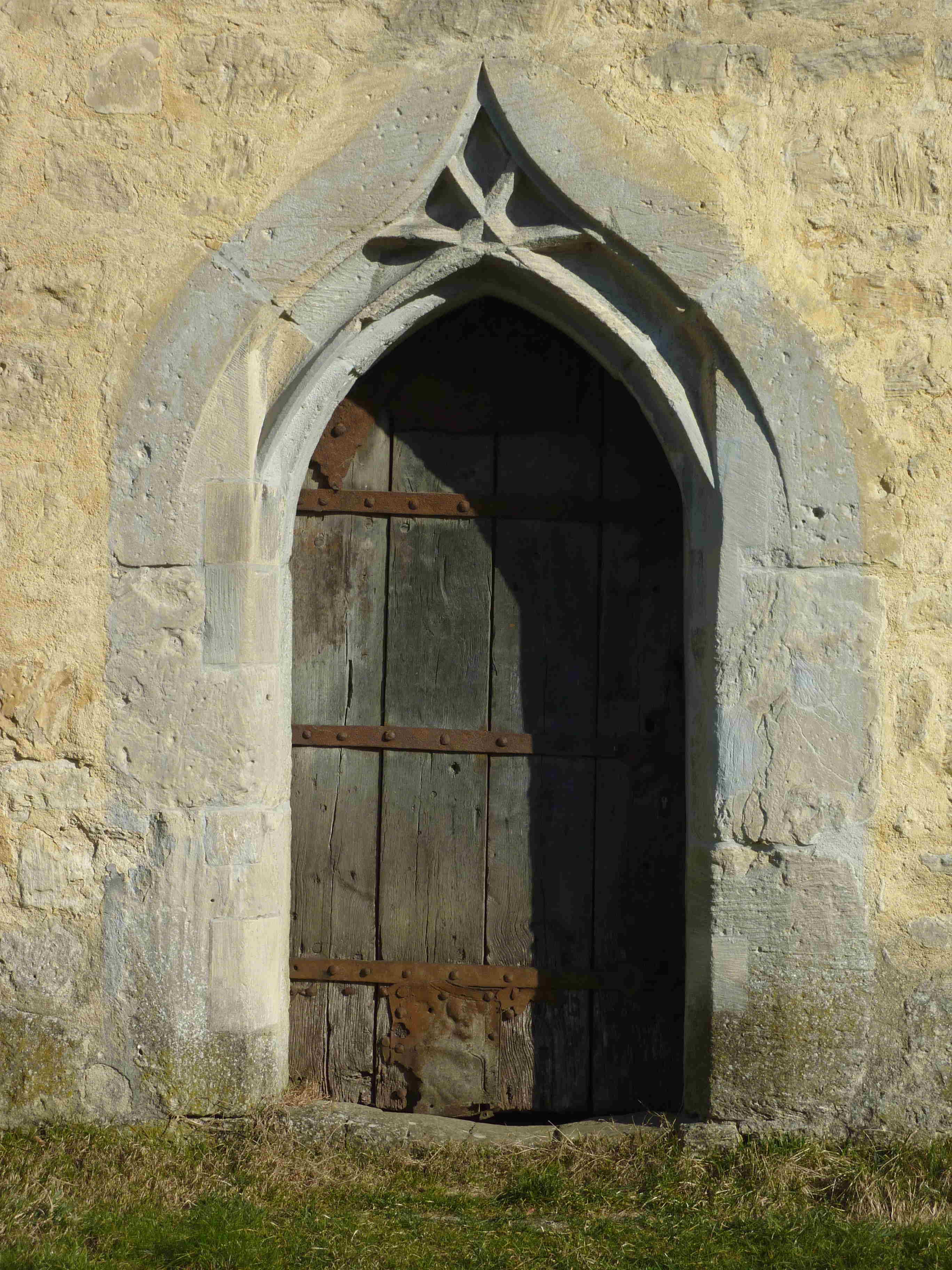
Das Kielbogenportal in der Seitenwand

Das Gotische Haus Burgheßler ist ein denkmalgeschütztes Gebäude und befindet sich im Kirchweg von Burgheßler, heute Ortsteil der Gemeinde An der Poststraße, im Burgenlandkreis in Sachsen-Anhalt.

## Geschichte
Der freistehende Profanbau stammt aus den Jahren 1493 bis 1494 und ist vermutlich der Nachfolgebau einer mittelalterlichen Burg. Wohl als Adelssitz derer von Heßler und Burkersroda errichtet, wurden diese im Lehenbrief vom 27. Juni 1494 von Herzog Georg von Sachsen mit Dorf, samt Burgsitz und Gutshof belehnt. 1770 siedelte das Adelsgeschlecht in ein neues Schloss und das Anwesen wurde nur noch als Schütthaus (Lager- und Vorratsgebäude) benutzt.
Umbauten von 1910 mit eingezogenen Trennwänden wurden bei Sanierungen wieder entfernt. Nach 1945 erfolgte eine Nutzung als Stellmacherei, bevor das Gebäude als Lager und Abstellraum der LPG verkam. Ab den 1990er Jahren wurde der Bau durch den Bildhauer Peter Fiedler einer neuen Nutzung zugeführt. 1992 konnte das Dach und die Fassade renoviert werden. 2008 wurden auch die Fenster und die Portaltür unter denkmalpflegerischen Gesichtspunkten erneuert. Ein Kulturverein Gotisches Haus e.V. betreute das denkmalgeschützte Anwesen. Organisierte Bildhauersymposien der letzten Jahre spiegeln sich in zahlreichen Skulpturen in der Umgebung wider. Seit 2004 war das Haus als Sitz des Zentrums für frühe Musik auch für Aufführungen alter Musik genutzt. Besichtigungen mit Führungen sind nach Voranmeldung möglich.

## Beschreibung
Das Gebäude ist ein zweigeschossiger, teilweise unterkellerter Bruchsteinbau auf einem rechteckigen Grundriss von ca. 20 × 8 Meter. Seine festungsartiger Charakter mit bis zu 1,6 m dicken Natursteinwänden lässt den Bau eher als ein Festes Haus einordnen. Die ältesten Teile im Kellergeschoss mit Gewölbedecke werden bis ins 12. oder 13. Jahrhundert zurückdatiert.
Im unteren Geschoss befinden sich Rechteck-Schlitzfenster, im oberen Geschoss Vorhangbogenfenster. Ein kielbogiges Portal befindet sich an der Westwand. Dieses ist wie auch die Fenster im Obergeschoss mit gekreuzten Stäben verziert, die Fenster besitzen Innen tiefe Fensternischen. Das Obergeschoss bestand ursprünglich aus zwei Räumen, die man über eine Wendeltreppe an der Westwand erreichte. Die Kassettendecken des Gebäudes stammen aus der Bauzeit, Das barocke Dach ist als steiles Krüppelwalmdach mit je drei Fledermausgauben je Dachseite ausgeführt.